# Stadmania serrulata
Stadmania serrulata är en kinesträdsväxtart som beskrevs av René Paul Raymond Capuron. Stadmania serrulata ingår i släktet Stadmania och familjen kinesträdsväxter. Inga underarter finns listade i Catalogue of Life.